# Gastón (nombre)
Gastón es un nombre propio masculino de origen francés en su variante en español. Su hipocorístico es gast (huésped, forastero).

## Origen y significado del nombre propio Gastón
Gastón, nombre propio masculino de origen francés, deriva de la palabra Gascón, el significado del nombre es: "Hombre de Gascuña" o también "Natural de Gascuña". Gascuña es una región en el sudoeste de Francia. El nombre propio Gastón, surgió por vez primera en Francia, en la época medieval, el mismo fue muy usado por la nobleza de Francia y principalmente en la región del Bearn, ubicado en el sudoeste del país, donde hubo una dinastía de príncipes que portaron dicho nombre.

## Variantes
Su variante es Gascón. En algún momento de su historia este nombre cambio la C por la T, incluso en su lengua original. Pero siguió aludiendo a la Gascuña o Gascogne, nombre derivado de Vasconia, que corresponde a una comarca del sudoeste de Francia situada entre el río Garona Pirineos.

## Personajes célebres
Gastón de Bearn: Es el personaje principal de la Ópera Jerusalén, del compositor italiano Giuseppe Verdi, estrenada el 26 de noviembre de 1847, en la ciudad de Paris, Francia. La misma fue estrenada en la Ópera Le Peletier.

Véase: Gastón
- Todas las páginas que comienzan por «Gastón».
- Todas las páginas que comienzan por «Gaston».